# I’ll Be on My Way
 I’ll Be on My Way (englisch für: Ich werde auf meinem Weg sein) ist ein Lied der britischen Band The Beatles, das 1994 auf ihrem Kompilationsalbum Live at the BBC veröffentlicht wurde. Komponiert wurde es von John Lennon und Paul McCartney und unter der Autorenangabe Lennon/McCartney veröffentlicht. Die Erstveröffentlichung des Liedes erfolgte von Billy J. Kramer.

## Hintergrund
I’ll Be on My Way wurde wahrscheinlich im Jahr 1961 komponiert und basiert hauptsächlich auf den musikalischen Ideen von Paul McCartney, der sich von Buddy-Holly-Kompositionen beeinflussen ließ.
I’ll Be on My Way  wurde von den Beatles nie für EMI aufgenommen, stattdessen boten sie das Lied Billy J. Kramer an, der am 14. März 1963 unter der Produktionsleitung von George Martin I’ll Be on My Way in den Abbey Road Studios einspielte. Das Lied wurde am 26. April als B-Seite der Single Do You Want to Know a Secret veröffentlicht, die Platz zwei in den britischen Charts erreichte. Do You Want to Know a Secret stammt vom Beatles-Album Please Please Me und ist auch eine Lennon/McCartney-Komposition.
I’ll Be on My Way war die erste Lennon/McCartney-Komposition, die die Beatles einen anderen Künstler gaben, wobei Brian Epstein ebenfalls der Manager von Billy J. Kramer war. Kramer erhielt noch drei weitere Kompositionen von John Lennon und Paul McCartney, die die Beatles nicht veröffentlichten: Bad to Me  I'll Keep You Satisfied  und From a Window.

## Aufnahme der Beatles
Am 4. April 1963 spielten die Beatles für das BBC Radio-Programm Side By Side im BBC Paris Studio in London fünf Lieder ein, unter anderen I’ll Be on My Way. Am 24. Juni 1963 wurde die Aufnahme von I’ll Be on My Way gesendet.
Besetzung:
- John Lennon: Rhythmusgitarre, Gesang
- Paul McCartney: Bass, Hintergrundgesang
- George Harrison: Leadgitarre
- Ringo Starr: Schlagzeug

## Veröffentlichung
Am 28. November 1994 wurde I’ll Be on My Way auf dem Kompilationsalbum Live at the BBC veröffentlicht.

## Weitere Coverversionen
- Apple Jam – Off The Beatle Track [6]
- The Beatnix – It's Four You [7]